# Bette Davisová
Bette Davisová (nepřechýleně Bette Davis, rodným jménem Ruth Elizabeth Davisová; 5. dubna 1908 Lowell– 6. října 1989 Neuilly-sur-Seine) byla americká filmová, divadelní i televizní herečka. Během své více než 50leté kariéry se stala hereckou ikonou a jako jedna z největších hollywoodských hvězd se objevila téměř ve 100 filmech.
Jedenáctkrát (naposledy v roce 1962) byla nominována na Cenu Akademie a dvakrát se jí podařilo nominaci proměnit. V roce 1979 také obdržela cenu Emmy za hlavní roli v televizním filmu Strangers: The Story of a Mother and Daughter a roku 1977 získala jako první žena v historii i Cenu za celoživotní dílo od Amerického filmového institutu.
Svou hereckou kariéru zahájila v roce 1929 na Broadway účinkováním ve stejnojmenné hře a brzy poté odcestovala do Hollywoodu, kde se pokusila uplatnit jako filmová herečka. Jelikož neodpovídala dobovému ideálu krásy, začala dostávat nejprve role nesympatických či narušených žen, které ji právě nejvíce proslavily. Ona s nimi však spokojená nebyla a neustále se pokoušela získat i jiný typ rolí. Hollywoodská studia jí, zejména ve 40. letech, nakonec dala příležitost zazářit i v ostatních rolích, převážně v romantických filmech. Na konci této dekády její sláva pohasla. Napsala dvě knihy pamětí: The Lonely Life (1962) a This 'n' That (1987).

## Mládí a herecká kariéra

### Dětství a začátek herecké kariéry
Ruth Elizabeth Davisová se narodila 5. dubna 1908 ve městě Lowell ve státě Massachusetts jako dcera Harlowa Morrella Davise, studenta práv z Augusty a Ruth Augusty Davisové (rodným jménem Favórová) z Tyngsborough. Její rodiče byli protestanté a měli anglické, velšské i francouzské kořeny. V jejích sedmi letech se však rozešli a Ruth i se svou mladší sestrou Barbarou začala navštěvovat internátní školu Crestalban v Lanesborough. Na podzim roku 1921 se se svou matkou přestěhovala do New Yorku, kde ji matka zapsala na soukromou fotografickou školu Clarence White School of Photography významného amerického fotografa Clarence Hudsona Whitea na Manhattanu. Tehdy si Ruth také změnila své křestní jméno na Bette podle postavy Bette Fisherové z románu La Cousine Bette od Honoré de Balzaca. Ve studiu později pokračovala na další internátní škole Cushing Academy v Ashburnhamu, kde se seznámila se svým budoucím manželem Harmonem O. Nelsonem.
Po celé dětství i mládí neměla žádné ambice stát se herečkou, až v roce 1926, kdy jako 18letá zhlédla divadelní inscenaci Divoká kachna s Blanche Yurkovou a Peg Entwistleovou. Herectví ji velmi oslovilo a brzy poté se pokusila zapsat do divadelní školy Evy Le Gallienne. Ta však považovala Bette za nevznešenou a zcela nezasvěcenou, aby se mohla vzdělávat a vystupovat v jejím divadle. Krátce na to se zúčastnila konkurzu do akciové divadelní společnosti slavného režiséra George Cukora a ani zde se jí nepodařilo udělat dojem. Cukor jí nakonec nabídl týdenní angažmá v roli sboristky v divadelním muzikálu Broadway. Po krátké zkušenosti s divadlem se v roce 1930 z New Yorku odstěhovala do Hollywoodu, kde se následně pokusila prosadit se u filmu. Ke kariéře filmové herečky ji nejvíce inspirovala Mary Pickfordová, kterou viděla v němém dramatu Malý lord Fauntleroy z roku 1921.
Na prvním konkurzu u filmového studia Universal Pictures však neuspěla a při druhém pokusu ji režisér William Wyler ze scény přímo vyhodil. Příčinou však nebyl její herecký talent, ale narychlo přiřazený nepadnoucí kostým s hlubokým výstřihem. Šéf studia Carl Laemmle se ji chystal taktéž vyhodit, ale jeho záměr mu vymluvil kameraman Karl Freund, který upozornil na její „krásné oči“ a doporučil mu, aby ji obsadil do role v dramatu Špatná sestra (1931). Bette Davisová tak debutovala ve filmu v roce 1931, ale snímek u kinopokladen propadl a ani její druhá role v dramatu Seed (1931) neupoutala téměř žádnou pozornost. Její první herecké výkony ve filmech provázelo také její poměrně nízké sebevědomí, jelikož obvykle hrála záporné role a spousta nadřízených ji neshledávala nejkrásnější. I šéf studia Leammle o ní pronesl, že je „přitažlivá jako Slim Summerville“ (tehdy 40letý herec, který nejčastěji účinkoval v bláznivých komediích).
Studio jí přesto prodloužilo smlouvu o tři měsíce a po malé roli ve válečném dramatu Londýnský most (1931) ji zapůjčili menšímu studiu Columbia Pictures pro krimi drama The Menace (1932) a studiu Capital Films pro drama Hell's House (1932). Po jednom roce a šesti neúspěšných filmech u Universal Pictures se Laemmle rozhodl ukončit s ní spolupráci. Bette se proto rozhodla vrátit se zpět do New Yorku, ale před odchodem ji zachránil její herecký kolega George Arliss, který si ji vybral pro hlavní ženskou roli v romantickém dramatu The Man Who Played God (1932) produkovaném studiem Warner Bros. Bette sklidila za své herecké výkony poměrně kladné recenze a podařilo se jí upoutat i pozornost tisku. Magazín The Saturday Evening Post ji dokonce popsal jako krásnou a šarmantní a přirovnal ji k herečkám jako Constance Bennettová a Olive Bordenová. Vedení studia s ní následně uzavřelo pětiletou smlouvu a u studia zůstala na dalších 18 let.

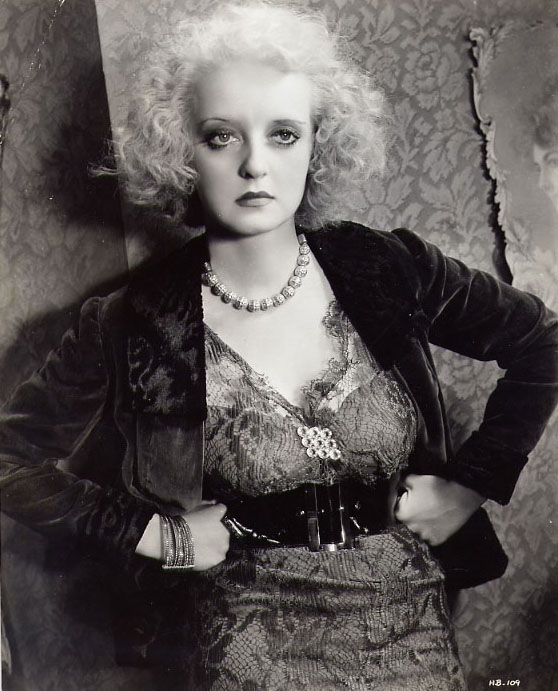
Bette Davisová ve filmu Of Human Bondage (1934)

### Cesta na vrchol a soudní spor s Warner Bros.
Během následujících dvou let se objevila v dalších 15 filmech (včetně krimi dramatu Three on a Match (1932) nebo vězeňského dramatu 20,000 Years in Sing Sing (1932)), ale její průlomová role přišla až v roce 1934 s romantickým dramatem Of Human Bondage, založeném na románu O údělu člověka od Williama Somerseta Maughama. Snímek v produkci RKO Pictures vyvolal velký ohlas a Bette sklidila od kritiků nadšené recenze. Přesto se toho roku její jméno mezi třemi kandidátky na Oscara pro nejlepší herečku neobjevilo. Většina hereček nikdy nechtěla hrát ošklivé a nesympatické postavy, ale Bette je považovala za velkou příležitost a prostor naplno ukázat své herecké schopnosti. Ve Of Human Bondage se jí to podařilo skvěle a i prestižní magazín Life její výkon komentoval jako „pravděpodobně nejlepší herecký výkon, jaký kdy americká herečka před kamerou předvedla“. Navzdory pochvalným recenzím ji stále většina nadřízených záměrně přehlížela a dokonce i šéf studia Jack L. Warner ji odmítl zapůjčit studiu Columbia Pictures pro oscarovou komedii Stalo se jedné noci (1934) režírovanou Frankem Caprou. Warner ji místo toho obsadil do dramatu Housewife (1934).

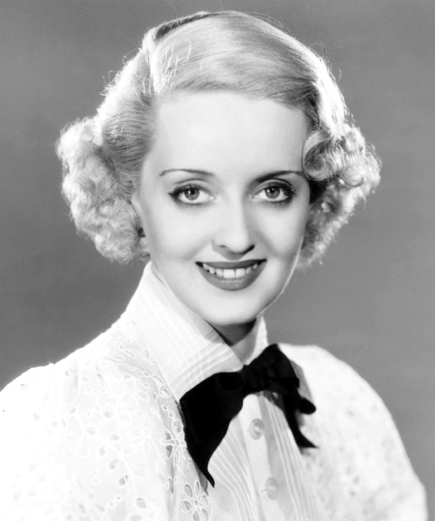
Bette Davisová v roce 1935

Když Bette nebyla za Of Human Bondage na Oscara ani nominovaná, časopis The Hollywood Citizen-News i jedna z nominovaných hereček, Norma Shearerová začali protestovat a zahájili kampaň, která vedení Akademie filmového umění a věd donutila vymyslet kompromis. Veřejnost si nakonec mohla prostřednictvím hlasování sama zvolila vítěze, což se stalo dosud jediným případem v historii, kdy bylo možné ocenit i neoficiálně nominovaného kandidáta. Oscara toho roku nakonec přesto vyhrála Claudette Colbertová právě za komedii Stalo se jedné noci. Bette se však dočkala o rok později, kdy byla za drama Nebezpečná (1935) oficiálně nominována a nominaci se ji podařilo také proměnit. Ve svých 27 letech tak získala svého prvního Oscara a deník The New York Times ji oslavoval jako „jednu z nejzajímavějších amerických filmových hereček“. Bette však cenu považovala jako dodatečné uznání za Of Human Bondage a označila ji za „cenu útěchy“.
Na jaře roku 1936 požádala vedení studia Warner Bros., aby mohla u konkurenčního studia RKO Pictures natočit životopisné drama Marie Stuartovna (1936). Vedení Warner Bros. ji však odmítlo a přiřadilo jí role ve dvou nových filmech, napsaných speciálně pro ni; God's Country and the Woman a Mountain Justice. Krátce po začátku natáčení God's Country and the Woman, začala Bette protestovat a požadovat zvýšení platu. Jack Warner jí vyhověl a nabídl jí zvýšení týdenního platu z 1600 $ na 2000 $, což se však Bette zdálo pořád málo a dál požadovala ještě víc (plat jí později nakonec zvedli až na 3500 $ týdně). Warner jí žádné protesty nehodlal trpět, a kromě ponechání stejného platu ji v nákladném technicolorovém filmu nahradil Beverly Robertsovou. Bette nakonec během vyjednávání ohledně jejího platu a další role uzavřela smlouvu s britskou filmovou společností Toplitz na natočení filmu I'll Take the Low Road za 50 000 dolarů.
Dne 9. září 1936 podalo vedení studia soudní příkaz, který jí díky její smlouvě legálně zakazoval opustit zemi a podniknout cestu do Anglie. Bette se však nařízení studia rozhodla ignorovat a se svým manželem Harmonem O. Nelsonem přesto odcestovala. Smlouva se studiem Warner Bros. jí však nedovolovala natáčet u jiné společnosti bez jejich souhlasu, na což Bette dále reagovala veřejným prohlášením o dalším protestu proti příkazu, které 14. října nakonec vyvrcholilo soudním sporem. Soudce o pět dní později rozhodl ve prospěch studia a Bette neobvinil ze žádného porušení smlouvy, neboť k natáčení nedošlo a smlouva na I'll Take the Low Road tak padla.

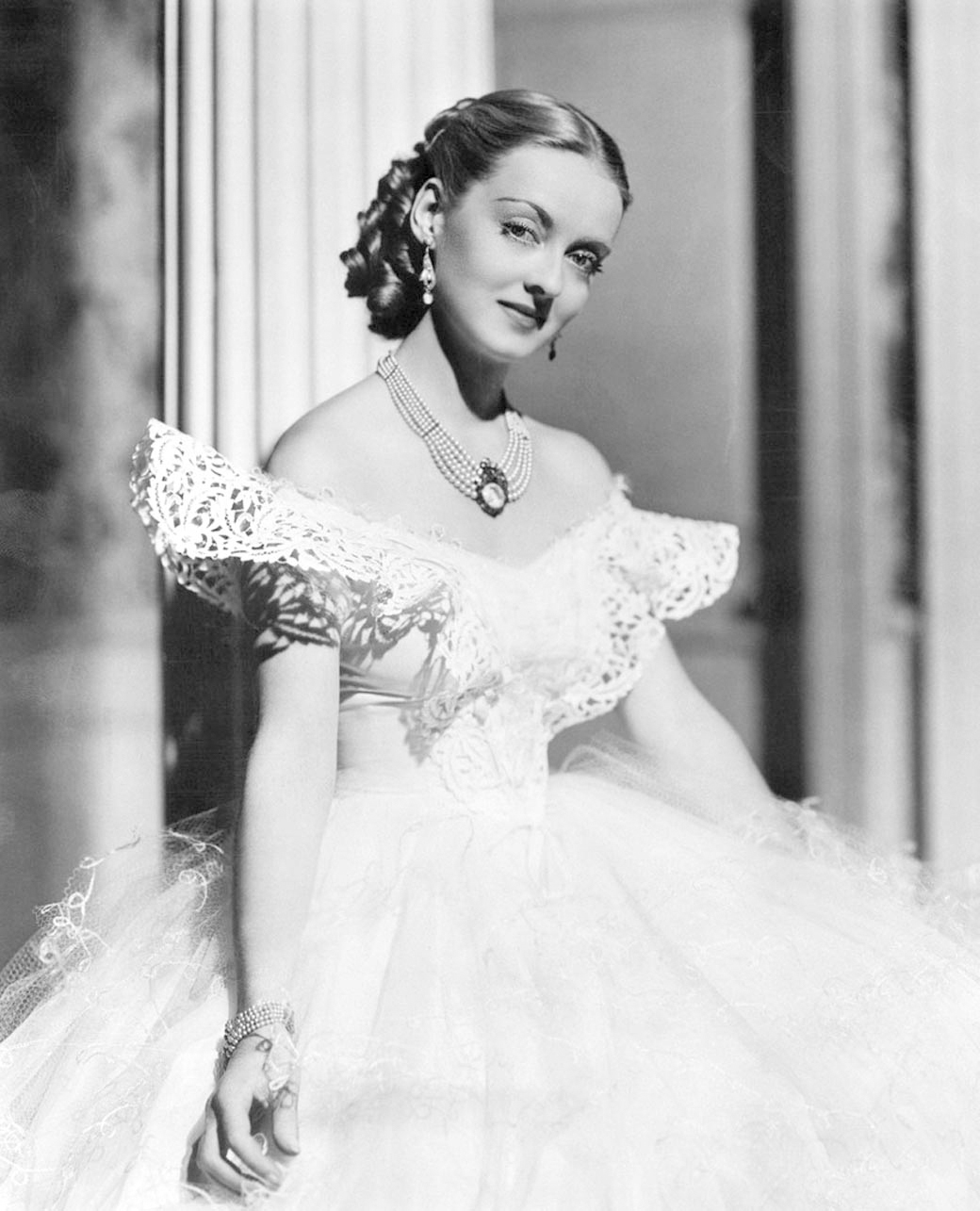
Bette Davisová ve filmu Jezábel (1938)

### Hollywoodská hvězda
Po návratu do Spojených států pokračovala v natáčení dalších filmů a ještě téhož roku začala pracovat na film-noiru Poznamenaná žena (1937) inspirovaném případem gangstera Luckyho Luciana. Snímek je považován za jeden z nejvýznamnějších v její kariéře a odstartoval její nejslavnější období. V roce 1937 se objevila rovnou v dalších třech filmech, včetně komedie It's Love I'm After a sportovního dramatu Kid Galahad (1937), kde si znovu zahrála s Humphrey Bogartem.
Rokem 1938 také započala svou pětiletou sérii nominací na Oscara a téhož roku se jí podařilo nominaci i proměnit. Svého druhého Oscara získala za ztvárnění nevychované a provokativní jižanské krásky v romantickém dramatu Jezábel, ve kterém si zahrála mj. s Henrym Fondou nebo Margaret Lindsayovou. Během natáčení si také začala románek s režisérem Williamem Wylerem. Film Jezábel i Bette se následně těšila velké oblíbenosti a Jack Warner začal uvažovat o dohodě s producentem Davidem O. Selznickem od studia Metro-Goldwyn-Mayer o jejím obsazení do role Scarlette O'Harové ve slavném historickém dramatu Jih proti Severu. Selznickovi však Bette nepřipadala vhodná a nakonec si místo ní vybral začínající Vivien Leighovou, která za roli dokonce vyhrála svého prvního Oscara.

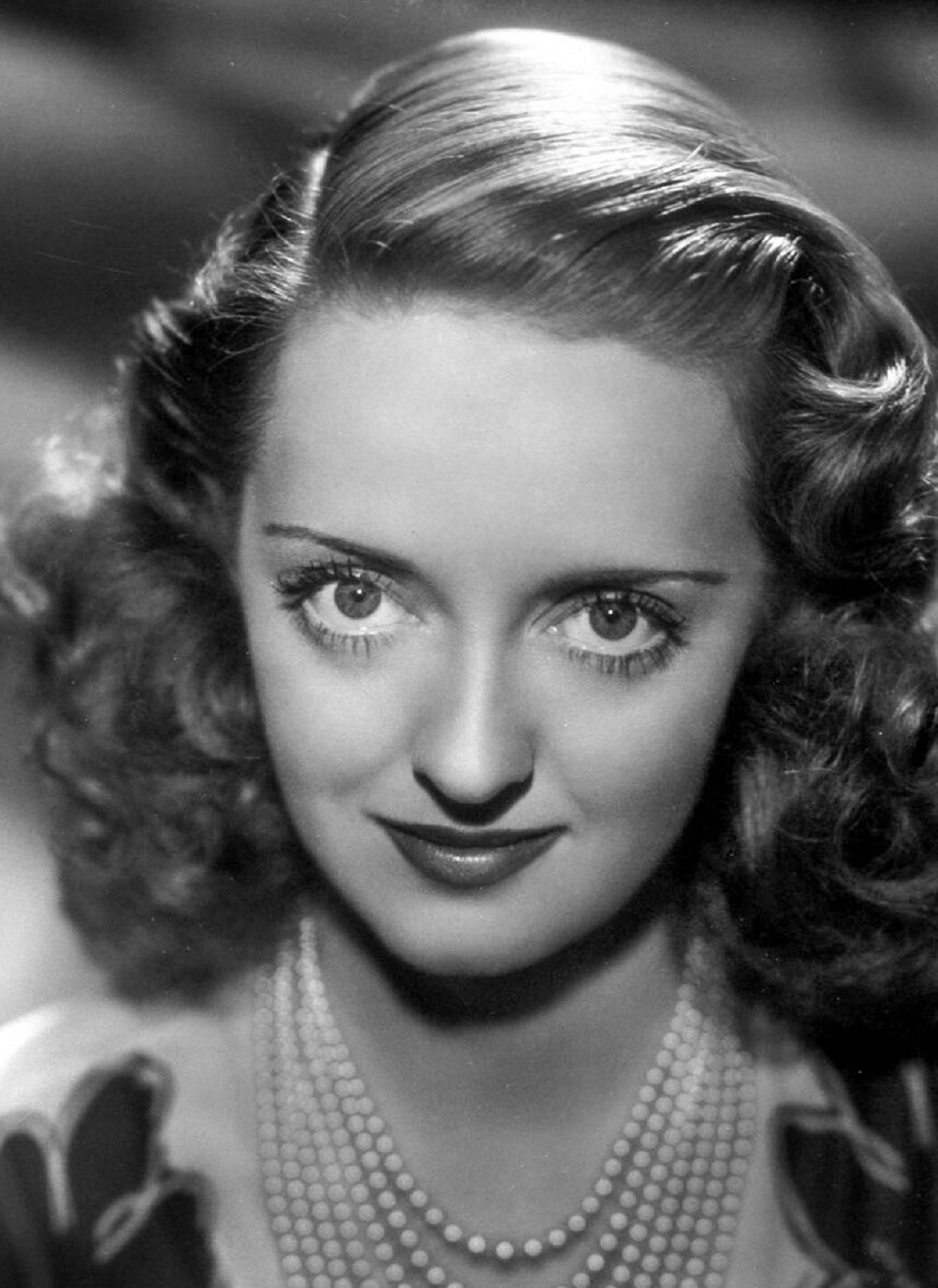
Bette Davisová na publikační fotografii z roku 1939

Bette ve své kariéře pokračovala dál úspěšným dramatem Hořké vítězství (1939), kde si již pošesté zahrála s Humphrey Bogartem a získala za něj druhou nominaci na Oscara v řade. Snímek se také zařadil mezi nejvýdělečnější filmy roku a Bette ho později označila za svůj neoblíbenější film. Téhož roku se objevila ještě v dalších třech filmech (Stará panna, Juarez a Soukromý život Alžběty a Essexe) a ze všech se staly kasovní trháky. Na přelomu 30. a 40. let se tak Bette stala nejlépe placenou herečkou a největší hvězdou studia Warner Bros. Její filmové role byly pečlivě vybírány a ve filmech byla také často natáčena v detailních záběrech, které se obvykle zaměřovaly na její výrazné oči.
Do roku 1940 vstoupila v romantickém dramatu All This, and Heaven Too, který se stal mj. také dosud nejvýdělečnějším filmem v její kariéře a i druhý snímek toho roku, Dopis se stal jedním z nejlepších filmů roku. V lednu 1941 se Bette stala také první ženou v čele Akademie filmového umění a věd, avšak kvůli svým radikálním návrhům si znepřátelila ostatní členy výboru a o dva měsíce později odstoupila. V roce 1941 si ostatně zahrála v dalších třech filmech, včetně dramatu The Great Lie, kde po dlouhé době ztvárnila vyloženě kladnou, laskavou a sympatickou postavu.
Když 7. prosince 1941 vstoupily Spojené státy do druhé světové války, zrodil se nápad na založení tzv. Hollywoodské kantýny (Hollywood Canteen), která by pro vojáky nabízela občerstvení a zábavní program a vystupovaly by zde i nejvýznamnější členové zábavního průmyslu. Bette spolu s Johnem Garfieldem stála již u založení kantýny a až do konce války sloužila jako její prezidentka. V roce 1983 za své zásluhy obdržela dokonce medaili (Distinguished Civilian Service Medal) od ministerstva obrany. V roce 1944 se objevila i ve filmu Hollywood Canteen, ve kterém byla kantýna použita jako kulisa. Během války, v roce 1942, se Bette stejně jako spousta významných hollywoodských hvězd angažovala také při prodeji válečných dluhopisů a jen během dvou dnů se jí podařilo prodat dluhopisy v hodnotě 2 milionů dolarů i fotku z filmu Jezábel za 250 000 $.
Bette se i během války hojně objevovala na stříbrném plátně a v roce 1942 si mj. zahrála v romantickém dramatu A teď, cestovateli, zaměřeném výhradně na ženské publikum. Většina jejích ostatních filmů z první poloviny 40. let byla probíhající válkou značně ovlivněna a spousta z nich také vznikla za účelem morální podpory. Mezi tyto filmy patří například komediální muzikál Thank Your Lucky Stars (1943), kde se společně objevilo několik předních hollywoodských hvězd jako Humphrey Bogart, Olivia de Havillandová, Errol Flynn, Joan Leslieová, Ida Lupinová, Ann Sheridanová a spousta dalších.

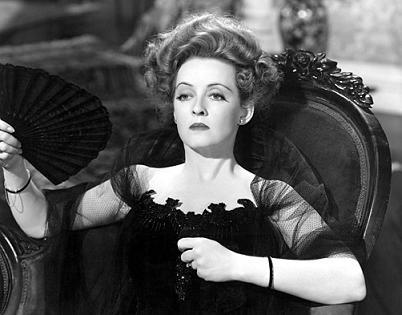
Bette Davisová ve filmu Lištičky (1941)

### Kariérní úpadek
Do druhé poloviny 40. let vstoupila dramatem The Corn Is Green (1945) natočeném podle divadelní hry od Emlyna Williamse a o rok později natočila drama A Stolen Life; svůj jediný film, který produkovala její vlastní produkční společnost BD Productions. Přestože se film nedočkal kritického uznání, vynesl 2,5 milionu dolarů. Její druhý snímek v roce 1946 však to štěstí neměl a drama Deception se stalo jedním z jejích prvních filmů, na kterých studio prodělalo.
Když v roce 1947, ve 39 letech porodila dceru Barbaru, začala poprvé uvažovat o ukončení kariéry, ale v natáčení filmů se nakonec rozhodla pokračovat, což jí vztah s její dcerou později poměrně zhoršilo. V roce 1948 se na ní také začaly projevovat první známky stárnutí, což jí dal nepřímo najevo i Jack Warner, který při natáčení melodramatu Winter Meeting nařídil štábu, aby na její záběry použil „měkčí“ osvětlení. Zdlouhavé natáčení a produkce i problémy s cenzurou filmu na kvalitě rozhodně nepřidaly a snímek po změnách ve scénáři u pokladen propadl, čímž studio ztratilo téměř 1 milion dolarů.

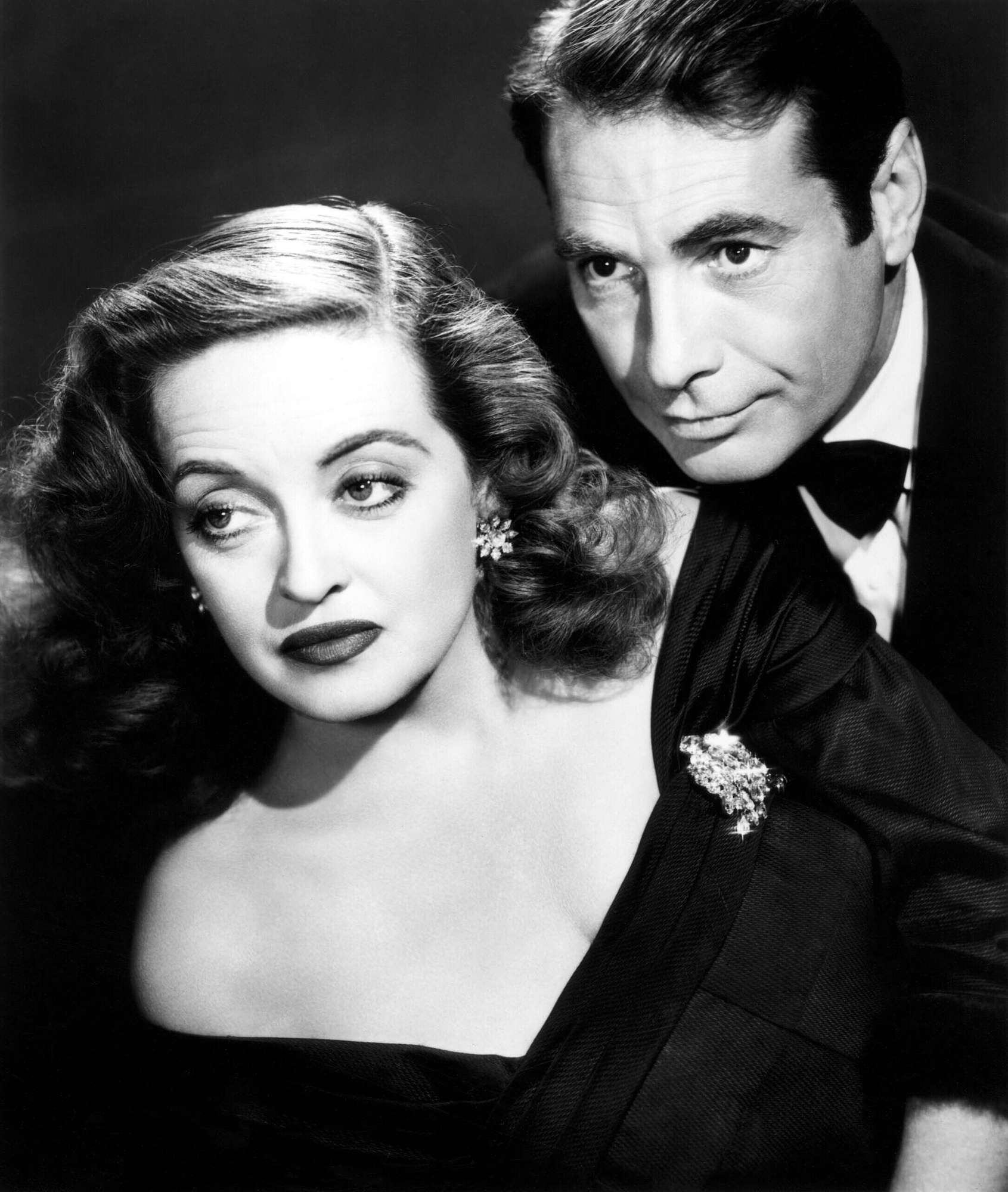
Bette Davisová se svým budoucím manželem Garym Merrillem ve filmu Vše o Evě (1950)

Navzdory klesající oblíbenosti a sérii propadáků Bette se studiem vyjednala smlouvu na čtyři filmy, ale po prvním filmu (film-noir Tam za lesy) ji zrušila, poněvadž jí studio přiřadilo scénář, který jí absolutně nevyhovoval. Snímek od kritiků opět obdržel špatné hodnocení a i jedna z předních novinářek Heda Hopperová o filmu napsala: „Jestliže se Bette schválně vydala zničit svou kariéru, nemohla si vybrat vhodnější snímek.“ Na počátku 50. let si však zahrála v dramatu Vše o Evě (1950), kde ztvárnila broadwayskou hvězdu, kterou postupně nahradí její ctižádostivá obdivovatelka v podání Anne Baxterové. Snímek vynesl Bette další nominaci na Oscara a spousta kritiků o jejím výkonu psala jako o nejlepším v její kariéře vůbec. Nominaci sice neproměnila, ale obdržela spoustu dalších cen na filmových festivalech.
Krátce po premiéře Bette odcestovala i s rodinou do Anglie, kde si zahrála ve film-noiru Another Man's Poison (1951). Očekávaný comeback však nenastal a stále klesající výdělečnost jejích filmů nezastavilo ani drama The Star (1952), za které získala svou desátou nominaci na Oscara. Téhož roku také začala vystupovat v Broadwayské revue Two's Company. a do konce 50. let natočila ještě 6 dalších filmů. Vesměs všechny však u kritiků i veřejnosti propadly, její čtvrté manželství se začalo pomalu rozpadat a v roce 1961 se ke všemu přidala i smrt její matky. Ve druhé polovině dekády se objevila také v několika televizních seriálech.

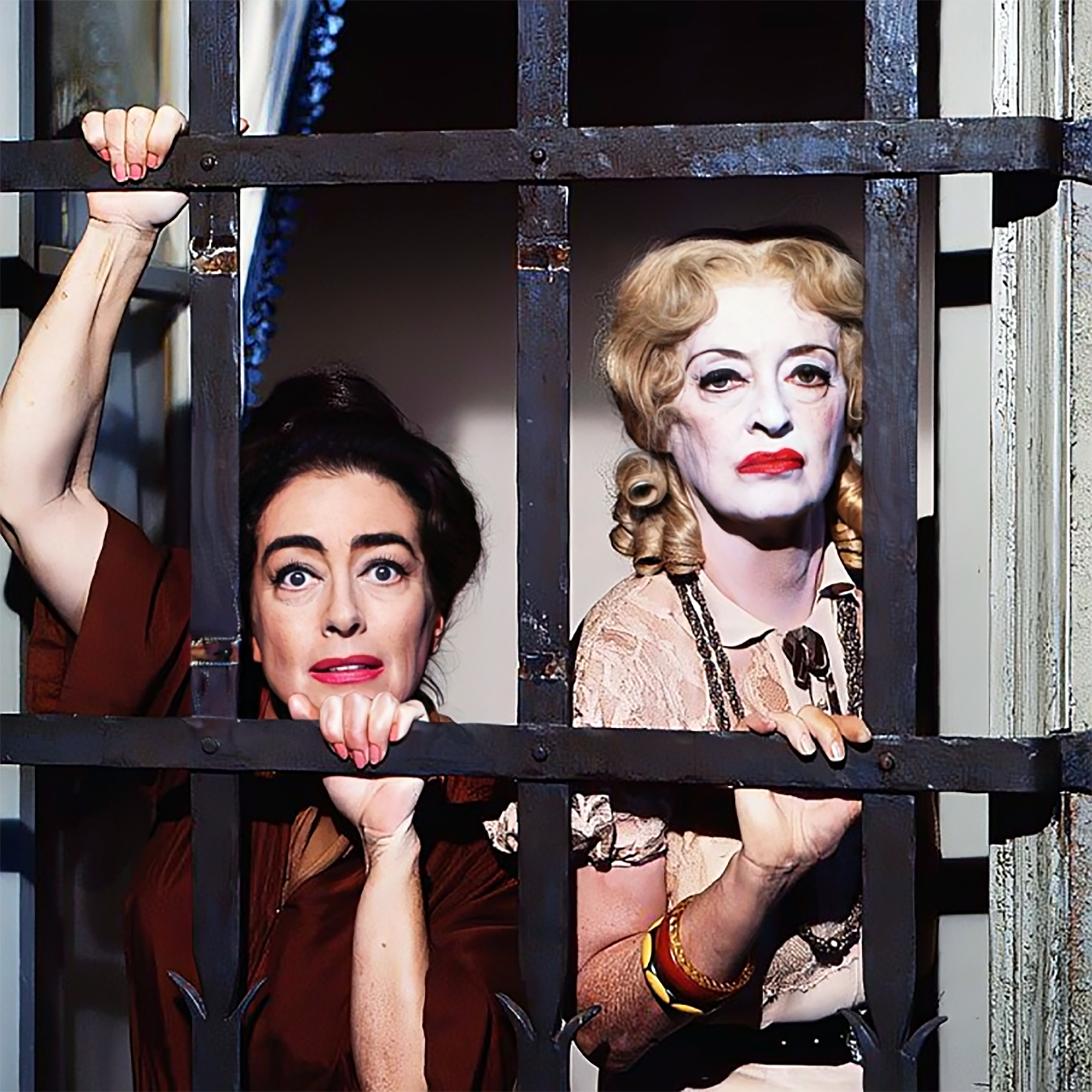
Joan Crawfordová a Bette Davisová v psychologickém hororu Co se vlastně stalo s Baby Jane? (1962)

### Pozdní kariéra
V roce 1961 začala Bette vystupovat v další broadwayské hře The Night of the Iguana, ale ani zde podle kritiků nepředvedla příliš přesvědčivé výkony a po čtyřech měsících navíc ze hry kvůli nemoci vypadla. Téhož roku se s Glennem Fordem a Hope Langeovou také objevila v komedii Plná kapsa zázraků (1961), ale z filmu se stal opět propadák. Jedním z mála úspěchů se stala pouze její poslední nominace na Oscara za horor Co se vlastně stalo s Baby Jane? (1962), kde se objevila spolu s Joan Crawfordovou, která hrála její postiženou sestru. Z filmu se stal nakonec jeden z nejvýdělečnějších filmů roku.
Během první poloviny 60. let se v klasických filmech objevovala ještě poměrně často a mezi její nejvýznamnější filmy, ve kterých ztvárňovala stále převážně hlavní role, patří například thriller Dead Ringer (1964), ve kterém hrála dvojčata, drama Kam se poděla láska (1964), kde si zahrála matku Susan Haywardové, nebo horor Sladká Charlotte (1964) kde se objevilo rovnou několik bývalých hvězd jako Olivia de Havillandová, Joseph Cotten, Mary Astorová nebo Agnes Mooreheadová. V druhé polovině dekády se jí však po dvou propadácích opět přestalo dařit.
Na počátku 70. let byla Bette pozvána do New Yorku na talk show s názvem Great Ladies of the American Cinema, kde diskutovala o své kariéře a odpovídala i na otázky publika, od kterého se dočkala vřelého přijetí. Brzy poté byla pozvána i na podobné turné po Austrálii, což jí nakonec umožnilo prorazit i do Britské produkce. V roce 1972 se tak objevila ve dvou televizních filmech, ale ani jeden z nich se nakonec nedočkal uvedení. Podobně také dopadlo její krátké divadelní angažmá v muzikálu Miss Moffat, které brzy opustila kvůli zranění zad.
Po uzdravení se vrátila opět k filmům a zahrála si v komedii Vysoká karetní hra (1972), tentokrát v italské produkci. Její herecká kariéra plná úspěchů však stále nebyla u konce a v roce 1976 získala za mysteriózní horor Burnt Offerings (1976) další filmovou Cenu Saturn. O rok později se stala dokonce i první ženou, která obdržela Čestnou cenu Akademie za celoživotní dílo a do konce 70. let se jí nakonec podařilo získat také cenu Emmy za televizní film Cizinky (1979).
I během 80. let se nadále hojně objevovala v dalších televizních filmech i seriálech a svou hereckou kariéru neukončila ani přes delší neschopnost kvůli zhoršujícímu se zdraví. Herecky aktivní zůstala až do své smrti na rakovinu prsu v roce 1989. Její poslední rolí se stala hlavní role ve fantasy komedii Zlá macecha (1989).  

## Osobní život

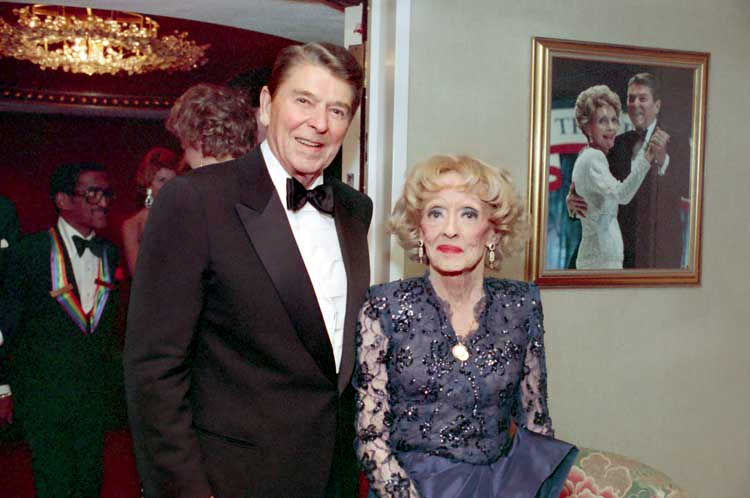
Bette Davisová s bývalým hercem a tehdejším prezidentem Spojených států Ronaldem Reaganem v roce 1984.

### Manželství
Všechna manželství, kromě druhého, skončila rozvodem.
1. Harmon Oscar Nelson (18. srpna 1932[157][158] – 7. prosince 1938[159])
2. Arthur Farnsworth Jr. (31. prosince 1940[160][161] – zemřel 25. srpna 1943[162][163])
3. William Grant Sherry (30. listopadu 1945[164][165] – 4. července 1950[166][136])
4. Gary Merrill (28. července 1950[167][168] – 6. července 1960[169][170])

### Nemoc a úmrtí
V roce 1983 jí byla diagnostikována rakovina prsu a krátce po chirurgickém zákroku také prodělala čtyři mrtvice, které jí způsobily ochrnutí levé strany obličeje. Díky dlouhodobé terapii se jí však podařilo částečně zotavit a opět se vrátila do showbyznysu. Na jejím zdraví se v posledních letech výrazně projevilo také celoživotní kuřáctví (dokonce i v pozdním věku vykouřila klidně 100 cigaret denně). Bette Davisová zemřela 6. října 1989 ve Francii, ve městě Neuilly-sur-Seine, kam odcestovala po náhlém zhoršení svého zdravotního stavu z Mezinárodního filmového festivalu v San Sebastiánu. Byla pohřbena na hřbitově Forest Lawn-Hollywood Hills v Los Angeles vedle své matky a sestry.

## Ocenění a nominace

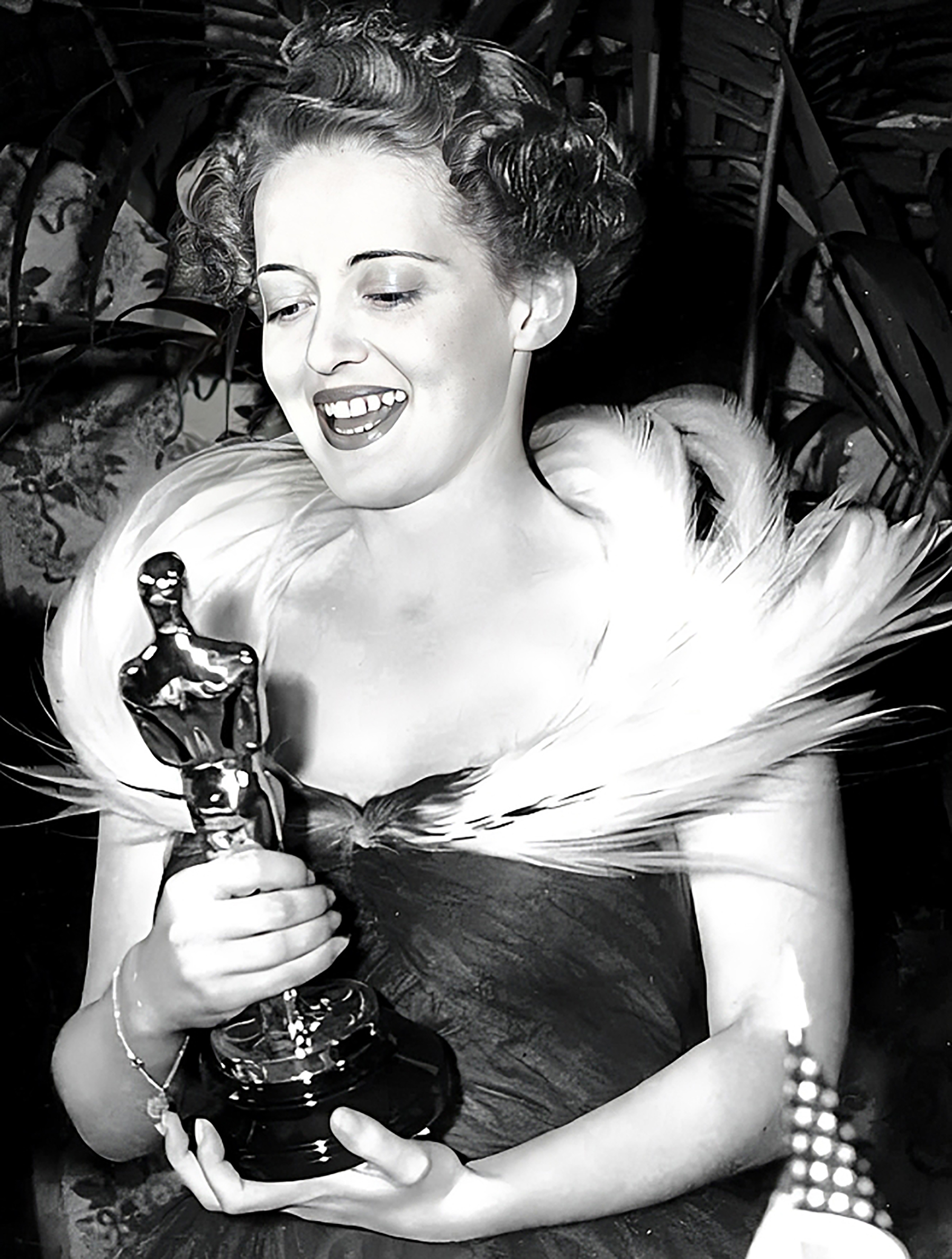
Bette Davisová na předávání Oscarů v roce 1939

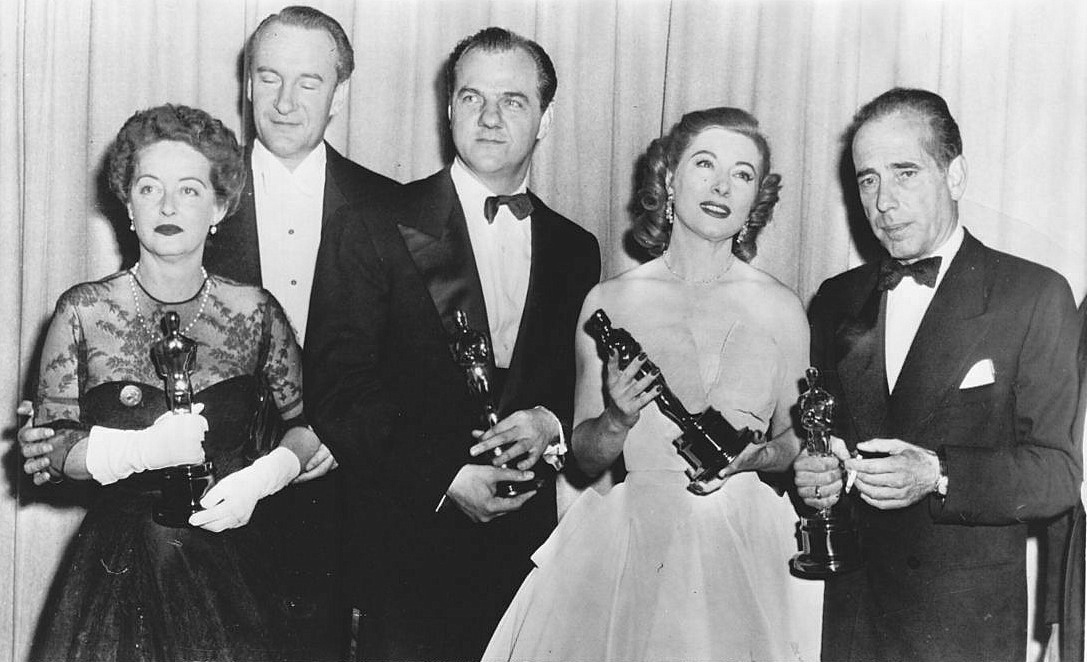
Bette Davisová (zcela vlevo) při předávání Oscarů v roce 1952

Většina ocenění Bette Davisové podle filmových databází IMDb a ČSFD.
Cena Akademie (Academy Award)
- 1935 – Of Human Bondage (Nejlepší herečka v hlavní roli) – Nominace
- 1936 – Nebezpečná (Nejlepší herečka v hlavní roli) – Výhra
- 1939 – Jezábel (Nejlepší herečka v hlavní roli) – Výhra
- 1940 – Hořké vítězství (Nejlepší herečka v hlavní roli) – Nominace
- 1941 – Dopis (Nejlepší herečka v hlavní roli) – Nominace
- 1942 – Lištičky (Nejlepší herečka v hlavní roli) – Nominace
- 1943 – A teď, cestovateli (Nejlepší herečka v hlavní roli) – Nominace
- 1945 – Pan Skeffington (Nejlepší herečka v hlavní roli) – Nominace
- 1951 – Vše o Evě (Nejlepší herečka v hlavní roli) – Nominace
- 1953 – The Star (Nejlepší herečka v hlavní roli) – Nominace
- 1963 – Co se vlastně stalo s Baby Jane? (Nejlepší herečka v hlavní roli) – Nominace

Zlatý glóbus (Golden Globe Award)
- 1951 – Vše o Evě (Nejlepší herečka v dramatu) – Nominace
- 1962 – Plná kapsa zázraků (Nejlepší herečka v komedii nebo muzikálu) – Nominace
- 1963 – Co se vlastně stalo s Baby Jane? (Nejlepší herečka v dramatu) – Nominace
- 1974 – Cena Cecila B. DeMillea za celoživotní přínos filmu

Cena Britské akademie filmového a televizního umění (BAFTA)
- 1963 – Co se vlastně stalo s Baby Jane? (Nejlepší herečka v dramatu) – Nominace

Cena Sdružení newyorských filmových kritiků (New York Film Critics Circle Award)
- 1939 – Hořké vítězství (Nejlepší herečka) – Nominace
- 1950 – Vše o Evě (Nejlepší herečka v hlavní roli) – Výhra

Cena Emmy (Emmy Award)
- 1974 – ABC's Wide World of Sports (Nejlepší herečka v dramatickém seriálu) – Nominace
- 1979 – Cizinky (Nejlepší herečka v minisérii nebo televizním filmu) – Výhra
- 1980 – White Mama (Nejlepší herečka v minisérii nebo televizním filmu) – Nominace
- 1983 – Little Gloria... Happy at Last (Nejlepší herečka v minisérii nebo televizním filmu) – Nominace

Laurel Awards
- 1963 – Co se vlastně stalo s Baby Jane? (Nejlepší herečka v dramatu) – Nominace
- 1965 – Sladká Charlotte (Nejlepší herečka v dramatu) – Výhra
- 1965 – Cena pro nejlepší herečku

Cena Saturn (Saturn Awards)
- 1977 – Burnt Offerings (Nejlepší herečka ve vedlejší roli) – Výhra

Cena César
- 1986 – Čestná cena

## Filmografie
| - 1931 Špatná sestra (drama, režie Hobart Henley) - 1931 Seed (drama, režie John M. Stahl) - 1931 Londýnský most (válečné drama, režie James Whale) - 1931 Way Back Home (drama, režie William A. Seiter) - 1932 The Menace (mysterozní krimi drama, režie Roy William Neill) - 1932 The Man Who Played God (romantické drama, režie John G. Adolfi) - 1932 Hell's House (drama, režie Howard Higgin) - 1932 So Big! (drama, režie William A. Wellman) - 1932 The Rich Are Always with Us (romantická komedie, režie Alfred E. Green) - 1932 The Dark Horse (komedie, režie Alfred E. Green) - 1932 The Cabin in the Cotton (drama, režie Michael Curtiz) - 1932 Three on a Match (krimi drama, režie Mervyn LeRoy) - 1932 20,000 Years in Sing Sing (vězeňský film-noir, režie Michael Curtiz) - 1933 Parachute Jumper (drama, režie Alfred E. Green) - 1933 The Working Man (komediální drama, režie John G. Adolfi) - 1933 Ex-Lady (komediální drama, režie Robert Florey) - 1933 Bureau of Missing Persons (krimi komedie, režie Roy Del Ruth) - 1934 The Big Shakedown (krimi drama, režie John Francis Dillon) - 1934 Fashions of 1934 (muzikál, režie William Dieterle) - 1934 Jimmy the Gent (krimi komedie, režie Michael Curtiz) - 1934 Fog Over Frisco (mysteriózní thriller, režie William Dieterle) - 1934 Of Human Bondage (romantické drama, režie John Cromwell) - 1935 Housewife (drama, režie Alfred E. Green) - 1935 Bordertown (krimi drama, režie Archie Mayo) - 1935 The Girl from 10th Avenue (drama, režie Alfred E. Green) - 1935 Front Page Woman (romantické drama, režie Michael Curtiz) - 1935 Special Agent (krimi drama, režie William Keighley) - 1935 Nebezpečná (drama, režie Alfred E. Green) - 1936 Zkamenělý les (romantický film-noir, režie Archie Mayo) - 1936 The Golden Arrow (komedie, režie Alfred E. Green) - 1936 Satan Met a Lady (komedie, režie William Dieterle) - 1937 Poznamenaná žena (film-noir, režie Michael Curtiz a Lloyd Bacon) - 1937 Kid Galahad (sportovní krimi drama, režie Michael Curtiz) - 1937 It's Love I'm After (komedie, režie Archie Mayo) - 1937 Právě ta žena (romantické drama, režie Edmund Goulding) - 1938 Jezábel (romantické drama, režie William Wyler) - 1938 The Sisters (drama, režie Anatole Litvak) - 1939 Hořké vítězství (drama, režie Edmund Goulding) - 1939 Juarez (hitorické životpisné drama, režie William Dieterle) - 1939 Stará panna (drama, režie Edmund Goulding) - 1939 Soukromý život Alžběty a Essexe (historické romantické drama, režie Michael Curtiz) - 1940 All This, and Heaven Too (romantické drama, režie Anatole Litvak) - 1940 Dopis (mysteriózní film-noir, režie William Wyler) - 1941 The Great Lie (drama, režie Edmund Goulding) - 1941 Shining Victory (drama, režie Irving Rapper) - 1941 The Bride Came C.O.D. (romantické drama, režie William Keighley) - 1941 Lištičky (drama, režie William Wyler) - 1942 Muž, který přišel na večeři (romantická komedie, režie William Keighley) - 1942 In This Our Life (drama, režie John Huston) - 1942 A teď, cestovateli (romantické drama, režie Irving Rapper) - 1942 Watch on the Rhine (drama, režie Herman Shumlin a Hal Mohr) - 1943 Thank Your Lucky Stars (muzikál, režie David Butler) - 1943 Old Acquaintance (drama, režie Vincent Sherman) - 1944 Pan Skeffington (romantické drama, režie Vincent Sherman) - 1944 Hollywood Canteen (muzikál, režie Delmer Daves) - 1945 The Corn Is Green (drama, režie Irving Rapper) - 1946 Uloupený život (drama, režie Curtis Bernhardt) - 1946 Deception (drama, režie Irving Rapper) - 1948 Winter Meeting (drama, režie Bretaigne Windust) - 1948 June Bride (komedie, režie Bretaigne Windust) - 1949 Tam za lesy (film-noir, režie King Vidor) - 1950 Vše o Evě (drama, režie Joseph L. Mankiewicz) - 1951 Payment on Demand (drama, režie Curtis Bernhardt) - 1951 Another Man's Poison (thriller, režie Irving Rapper) - 1952 Phone Call from a Stranger (film-noir, režie Jean Negulesco) - 1952 The Star (drama, režie Stuart Heisler) - 1955 The Virgin Queen (drama, režie Henry Koster) - 1956 Storm Center (drama, režie Daniel Taradash) - 1956 Svatební snídaně (drama, režie Richard Brooks) - 1959 El capitán Jones (akční válečný film, režie John Farrow) - 1959 The Scapegoat (mysteriózní krimi thriller, režie Robert Hamer) - 1961 Plná kapsa zázraků (komedie, režie Frank Capra) - 1962 Co se vlastně stalo s Baby Jane? (hororové drama, režie Robert Aldrich) - 1963 La noia (drama, režie Damiano Damiani) - 1964 Dead Ringer (drama, režie Paul Henreid) - 1964 Kam se poděla láska (drama, režie Edward Dmytryk) - 1964 Sladká Charlotte (drama, režie Robert Aldrich) - 1965 The Nanny (horor, režie Seth Holt) - 1968 The Anniversary (komedie, režie Roy Ward Baker) - 1970 Connecting Rooms (drama, režie Franklin Gollings) - 1971 Bunny O'Hare (komedie, režie Bunny O'Hare) - 1972 Madam Sin (thriller, režie David Greene) - 1972 Vysoká karetní hra (komedie, režie Luigi Comencini) - 1976 Burnt Offerings (mysteriózní horor, režie Dan Curtis) - 1978 Návrat na Čarodějnou horu (dobrodružné sci-fi, režie John Hough) - 1978 Smrt na Nilu (krimi drama, režie John Guillermin) - 1980 Lesní duch (mysteriózní horor, režie John Hough a Vincent McEveety) - 1987 Srpnové velryby (drama, režie Lindsay Anderson) - 1989 Zlá macecha (fantasy komedie, režie Larry Cohen) | - 1933 Just Around the Corner (drama) - 1937 A Day at Santa Anita (drama, režie Crane Wilbur) - 1940 If I Forget You (muzikál) - 1943 The Present with a Future (režie Vincent Sherman) - 1949 Breakdowns of 1949 - 1965 The Decorator (krátkometrážní komedie, režie Richard Kinon) - 1972 The Judge and Jake Wyler (drama, režie David Lowell Rich) - 1972 Johnny Carson Presents the Sun City Scandals '72 (komedie, režie Grey Lockwood) - 1973 Scream, Pretty Peggy (mysteriózní horor, režie Gordon Hessler) - 1974 Hello Mother, Goodbye! (komedie, režie Peter H. Hunt) - 1976 The Disappearance of Aimee (drama, režie Anthony Harvey) - 1979 Cizinky (drama, režie Milton Katselas) - 1980 White Mama (drama, režie Jackie Cooper) - 1980 Skyward (drama, režie Ron Howard) - 1981 Family Reunion (drama, režie Fielder Cook) - 1982 A Piano for Mrs. Cimino (drama, režie George Schaefer) - 1983 Right of Way (drama, režie George Schaefer) - 1985 Smysluplná vražda (mysteriózní krimi film, režie Dick Lowry) - 1986 Když léta umírají (drama, režie Jean-Claude Tramont) - 1953 General Electric Theater - 1956 The 20th Century-Fox Hour (1 epizoda, režie Ted Post) - 1957 Schlitz Playhouse of Stars (1 epizoda, režie John Brahm) - 1957 The Ford Television Theatre (1 epizoda, režie James Neilson) - 1957 Telephone Time (1 epizoda, režie Allen H. Miner) - 1957–1958 General Electric Theater (2 epizody, režie Jules Bricken a Don Weis - 1958 Studio 57 (1 epizoda, režie Allen H. Miner) - 1958 Suspicion (1 epizoda, režie John Brahm) - 1959 Alfred Hitchcock Presents (1 epizoda, režie Paul Henreid) - 1959 The DuPont Show with June Allyson (1 epizoda, režie Don Medford) - 1959–1961 Wagon Train (2 epizody, režie Richard Donner a Allen H. Miner) - 1962 The Virginian (1 epizoda, režie Maurice Geraghty) - 1963 Perry Mason (1 epizoda, režie Allen H. Miner) - 1966 Gunsmoke (1 epizoda, režie Vincent McEveety) - 1970 It Takes a Thief (1 epizoda, režie Gerd Oswald) - 1977 Laugh-In (1 epizoda, režie Don Mischer) - 1978 The Dark Secret of Harvest Home (2 epizody, režie Leo Penn) - 1982 Little Gloria... Happy at Last (2 epizody, režie Waris Hussein) - 1983 Hotel (1 epizoda, režie Jerry London) |

#### Autobiografie
- DAVIS, Bette. The Lonely Life. New York: G.P. Putnam's Sons, 1962. 254 s. Dostupné online. ISBN 978-1121961241. (anglicky)

#### Ostatní
- BAKER, Roger. Bette Davis: A Tribute, 1908–1989. New York: Gallery Books, 1989. 72 s. Dostupné online. ISBN 0-8317-0800-X. (anglicky)

- BAXTER, John. Hollywood in the Thirties. New York: Barnes & Co., 1968. 184 s. Dostupné online. ISBN 0-498-06927-3. (anglicky)
- BROWN, Gene. Bette Davis: Film Star. 1. vyd. New York: Blackbirch Press, 1990. 72 s. Dostupné online. ISBN 1-56711-028-2.
- CONSIDINE, Shaun. Bette & Joan: The Divine Feud. [s.l.]: Graymalkin Media, 2017. 524 s. Dostupné online. ISBN 978-1-63168-106-6. (anglicky)
- HADLEIGH, Boze. Bette Davis Speaks. 1. vyd. New York: Barricade Books, 1996. 280 s. Dostupné online. ISBN 1-56980-066-9. (anglicky)
- HAVER, Ronald. David O. Selznick's Hollywood. [s.l.]: Bonzana Books, 1980. 425 s. ISBN 0-517-47665-7. (anglicky)
- LEAMING, Barbara. Bette Davis: A biography. New York: Simon & Schuster, 1992. 397 s. Dostupné online. ISBN 0-671-70955-0. (anglicky)
- MOSELEY, Roy. Bette Davis: An intimate memoir. New York: Donald I. Fine, 1989. 224 s. Dostupné online. ISBN 0-283-99866-0. (anglicky)
- NICKENS, Christopher. Bette Davis: A Biography in Pictures. Londýn: Columbus Books, 1985. 222 s. Dostupné online. ISBN 0-86287-256-1. (anglicky)
- QUIRK, Lawrence J. The Passionate Life of Bette Davis. 1. vyd. Londýn: Robson Books, 1990. 472 s. Dostupné online. ISBN 0-86051-700-4. (anglicky)
- ROBINSON, Jeffrey. Bette Davis: Her Film and Stage Career. Londýn: [s.n.], 1982. 129 s. Dostupné online. ISBN 0-86276-032-1. (anglicky)
- RINGGOLD, Gene. Bette Davis: Her Films and Career. New Jersey: The Citadel Press, 1985. 212 s. Dostupné online. ISBN 0-8065-0953-8. (anglicky)
- SIKOV, Ed. Dark victory: The life of Bette Davis. New York: Henry Holt and Company, 2007. 516 s. Dostupné online. ISBN 978-0-8050-8863-2. (anglicky)
- SPADA, James. More Than a Woman: An Intimate Biography of Bette Davis. Londýn: Bantam Books, 1993. 740 s. Dostupné online. ISBN 0-553-56868-X. (anglicky)

- STINE, Whitney. "I'd love to kiss you...": Conversations with Bette Davis. New York: Pocket Books, 1990. 328 s. Dostupné online. ISBN 0-671-61152-6. (anglicky)
- WILEY, Mason. Inside Oscar: The Unofficial History of the Academy Awards. New York: Ballantine Books, 1986. 857 s. Dostupné online. ISBN 0-345-31423-9. (anglicky)
- WALKER, Alexander. Bette Davis: A Celebration. New York: Applause Books, 1990. 170 s. Dostupné online. ISBN 1-55783-337-0. (anglicky)